# Тан Мо Хенг
Тан (Бінг) Мо Хенг (нід. Tan "Bing" Mo Heng нар. 28 лютого 1913, ? — пом. ?) — індонезійський футболіст, воротар.

## Життєпис
З середини 1930-их років грав за футбольний клуб НКТНХ з Маланга, а також захищав ворота збірної цього міста. Він п'ять разів вигравав з командою чемпіонат Маланга.
В кінці травня 1938 року Мо Хенг був викликаний у збірну Голландської Ост-Індії і відправився з командою в Нідерланди. Він був одним з сімнадцяти футболістів, яких головний тренер збірної Йоганнес Христоффел Ян ван Мастенбрук вибрав для підготовки до чемпіонату світу у Франції. У Нідерландах команда провелад два товариських матчі проти місцевих клубів («ГБС Ден Гааг» та ГФК Гарлем).
На початку червня збірна вирушила на мундіаль, який став для Голландської Ост-Індії та Індонезії першим в історії. На турнірі команда зіграла одну гру в рамках 1/8 фіналу, в якому вона поступилася майбутньому фіналісту турніру Угорщині (0:6). Мо Хенг взяв участь в цьому матчі. Перед початком гри, під час побудови і вітання команд, голкіпер в руках тримав іграшку «іванець-киванець». Його молодший брат Тан Хонг Дьєн (1916), також виступав на чемпіонаті світу на позиції нападника.
Після повернення до Нідерландів, збірна провела товариський матч зі збірною Нідерландів на Олімпійському стадіоні в Амстердамі. Зустріч завершилася перемогою нідерландців з рахунком 9:2.
Після завершення Другої світової війни голкіпер став грати за клуб «Тіонг Хоа» з Сурабаї. Він став єдиним гравцем Голландської Ост-Індії, який зіграв у 1951 році за збірну Індонезії в неофіційному матчі проти китайсько-малайзійської збірної з Сінгапуру.
У квітні 1951 року покинув клуб «Тіонг Хоа» і відправився в Джакарту. Потім виступав за «Чунг Хуа».